# 1436 год в науке
В 1436 году произошли различные научные и технологические события, некоторые из которых представлены ниже.

## Родились
- 6 июня — Региомонтан, выдающийся немецкий астролог, астроном и математик.
- Амброзио Калепино — итальянский лексикограф.
- Марк Антоний Сабеллик — итальянский историк.
- Якоб Шпренгер — профессор теологии, инквизитор, известный демонолог, немецкий доминиканец, декан Кёльнского университета, считается соавтором книги «Молот ведьм».

## Скончались
- 29 апреля — Раймунд де Сабунде, — каталонский философ, профессор в Тулузе и ректор университета.
- Доротея Букка — итальянский врач, заведовала кафедрой медицины и философии в Болонском университете с 1390 года и на протяжении более чем сорока лет[1][2].